# Stazione di Köllnische Heide
La stazione di Köllnische Heide è una stazione ferroviaria di Berlino, sita nel quartiere di Neukölln.
È posta sotto tutela monumentale (Denkmalschutz).

## Movimento
La stazione è servita dalle linee S 45, S 46 e S 47 della S-Bahn.

## Interscambi
- Fermata autobus